# Krystkongres
Il Krystkongres (congresso di Natale) è il congresso annuale dei membri delle associazioni studentesche della Frisia (Paesi Bassi), riunite nel Federaasje fan Fryske Studinteferienings (in neerlandese Federatie van Friese studentenverenigingen).
Il primo Krystkongres fu organizzato nel 1931
Solitamente si svolge nella città di Franeker (Frjentsjer), un'antica sede accademica nella provincia di Frisia (Fryslân in frisone occidentale). Il frisone occidentale è utilizzato per le letture ed i dibattiti, sebbene alcuni di questi si svolgano anche in tedesco, olandese o inglese.